# 久合垸乡
久合垸乡，是中华人民共和国湖北省荆州市石首市下辖的一个乡镇级行政单位。

## 行政区划
久合垸乡下辖以下地区：
江波渡社区、更名垸村、油榨咀村、打井窖村、横风岭村、潭子口村、獾皮湖村、殷家洲村、下堰口村、西江波渡村、毕家荡村、保合垸村、焦市村、袁家垱村、宜兴场村、窑拐村、新字岗村和虾市咀村。